# ホナタン・アレクサンデル・ゴンサレス・メンドーサ
ホナタン・アレクサンデル・ゴンサレス・メンドーサ（スペイン語: Jonathan Alexander González Mendoza、1999年4月13日 - ）は、メキシコとアメリカ合衆国のサッカー選手。メキシコ代表。ポジションはMF。

## クラブ歴
リーガMXのCFモンテレイに2014年に加入。2017年にトップチームに昇格 。7月21日に行われた2017-18シーズンのリーガMX開幕節で初出場し、選手デビュー。

## 代表歴
アメリカ合衆国でメキシコ人の両親の間に生まれたため、アメリカ合衆国とメキシコ両方の国籍を持っている。U-14代表からU-20代表までは出生地であるアメリカ合衆国のアンダー代表として出場していた。
しかし、2018年1月にメキシコ代表を目指す事を宣言した。24日に国際サッカー連盟に代表国籍変更が受理された 。31日のボスニア・ヘルツェゴビナ代表戦で56分にエリアス・エルナンデスに代わって出場し代表初出場。

## タイトル

### クラブ
モンテレイ
- リーガMX: 2017アペルトゥーラ

### 個人
- リーガMXベストイレブン: 2017-18